# Einangstenen
Einangstenen er en runesten fra 300-tallet med en urnordisk tekst ristet med ældre futhark. Den står øverst i kulturmindeområdet Gardbergfeltet i Vestre Slidre i Oppland fylke i Norge. Einangstenen er - sammen med Barmenstenen fra Selje i Nordfjord - den aller ældste norske runesten i verden, der fortsat står, hvor den oprindeligt blev rejst.
Stenen har fået navn efter den nærliggende gård, Einang. Garberg-feltet er en gravplads fra jernalderen, hvor det også er fundet store mængder kulturminder fra senere tidsaldre.
Runeteksten er tolket som:
[ek go]ðagastir runo faihido
der kan tolkes:
Jeg, Gudgæst, malede runeinnskriften
Det er det svage verbum faihijan, her brugt i datid 1. person ental, faihido, som giver betydningen "malede" (ikke "huggede").

## Eksterne links
- Einangstenen på Riksantikvarens hjemmeside kulturminnesok.no
- Om Einangsteinen Arkiveret 26. december 2005 hos  Wayback Machine
- Einangstenen på Valdres musea Arkiveret 15. oktober 2014 hos  Wayback Machine

61°05′29″N 9°00′15″Ø / 61.09126°N 9.00418°Ø